# Aromobates saltuensis
Espèce
Synonymes
- Colostethus saltuensis Rivero, 1980 "1978"

Statut de conservation UICN

 EN B1ab(iii) : En danger
Aromobates saltuensis est une espèce d'amphibiens de la famille des Aromobatidae.

## Répartition
Cette espèce est endémique de l'État de Táchira au Venezuela. Elle se rencontre à 840 m d'altitude dans la cordillère de Mérida.

## Publication originale
- Rivero, 1980 "1978" : Notas sobre los anfibios de Venezuela 3. Nuevos Colostethus de los Andes Venezolanos. Memoria de la Sociedad de Ciencias Naturales La Salle, vol. 38, no 109, p. 95-111.